# Grande Prêmio dos Estados Unidos de 2004
Resultados do Grande Prêmio dos Estados Unidos de Fórmula 1 realizado em Indianápolis em 20 de junho de 2004. Nona etapa temporada, foi vencido pelo alemão Michael Schumacher, que subiu ao pódio junto a Rubens Barrichello numa dobradinha da Ferrari, com Takuma Sato em terceiro pela BAR-Honda.

## Resumo
- Único pódio de Takuma Sato.[3]
- Este foi o único ponto de Zsolt Baumgartner na categoria, e o único por um piloto húngaro até os dias atuais.
- Juan Pablo Montoya largou do pit lane.
- Ralf Schumacher sofreu um sério acidente devido a um pneu estourado e teve que ficar seis corridas fora.[4]
- Uma volta antes o pneu de Fernando Alonso também estourou.
- Juan Pablo Montoya recebeu bandeira preta por ter trocado seu carro mais tarde do que o regulamento permitia.
- Primeiro ponto da Minardi desde o Grande Prêmio da Austrália de 2002.

## Classificação da prova

### Treino classificatório
| Pos.   | Nº | Piloto               | Equipe           | Tempo     | Diferença |
| ------ | -- | -------------------- | ---------------- | --------- | --------- |
| 1      | 2  | Rubens Barrichello   | Ferrari          | 1:10.223  | —         |
| 2      | 1  | Michael Schumacher   | Ferrari          | 1:10.400  | + 0.177   |
| 3      | 10 | Takuma Sato          | BAR-Honda        | 1:10.601  | + 0.378   |
| 4      | 9  | Jenson Button        | BAR-Honda        | 1:10.820  | + 0.597   |
| 5      | 3  | Juan Pablo Montoya   | Williams-BMW     | 1:11.062  | + 0.839   |
| 6      | 4  | Ralf Schumacher      | Williams-BMW     | 1:11.106  | + 0.883   |
| 7      | 6  | Kimi Räikkönen       | McLaren-Mercedes | 1:11.137  | + 0.914   |
| 8      | 17 | Olivier Panis        | Toyota           | 1:11.167  | + 0.944   |
| 9      | 8  | Fernando Alonso      | Renault          | 1:11.185  | + 0.962   |
| 10     | 14 | Mark Webber          | Jaguar-Cosworth  | 1:11.286  | + 1.063   |
| 11     | 16 | Cristiano da Matta   | Toyota           | 1:11.691  | + 1.399   |
| 12     | 5  | David Couthard       | McLaren-Mercedes | 1:12.026  | + 1.803   |
| 13     | 15 | Christian Klien      | Jaguar-Cosworth  | 1:12.170  | + 1.947   |
| 14     | 11 | Giancarlo Fisichella | Sauber-Petronas  | 1:12.470  | + 2.247   |
| 15     | 12 | Felipe Massa         | Sauber-Petronas  | 1:12.721  | + 2.498   |
| 16     | 18 | Nick Heidfeld        | Jordan-Ford      | 1:13.147  | + 1.924   |
| 17     | 19 | Giorgio Pantano      | Jordan-Ford      | 1:13.375  | + 2.152   |
| 18     | 20 | Gianmaria Bruni      | Minardi-Cosworth | 1:14.010  | + 2.787   |
| 19     | 21 | Zsolt Baumgartner    | Minardi-Cosworth | 1:14.812  | + 3.589   |
| 20     | 7  | Jarno Trulli         | Renault          | sem tempo |           |
| Fonte: |    |                      |                  |           |           |

### Corrida

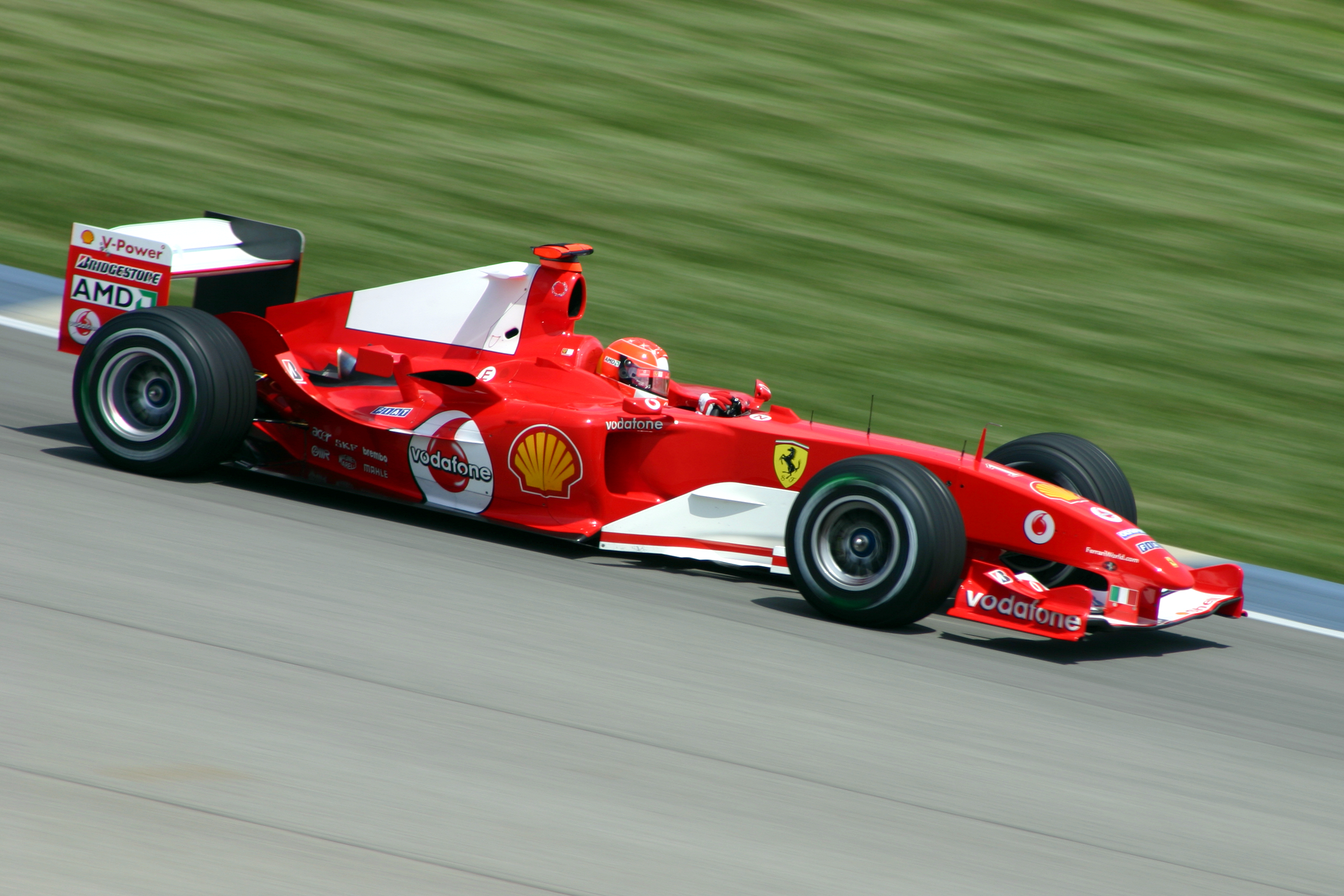
Michael Schumacher em sua oitava vitória na temporada.

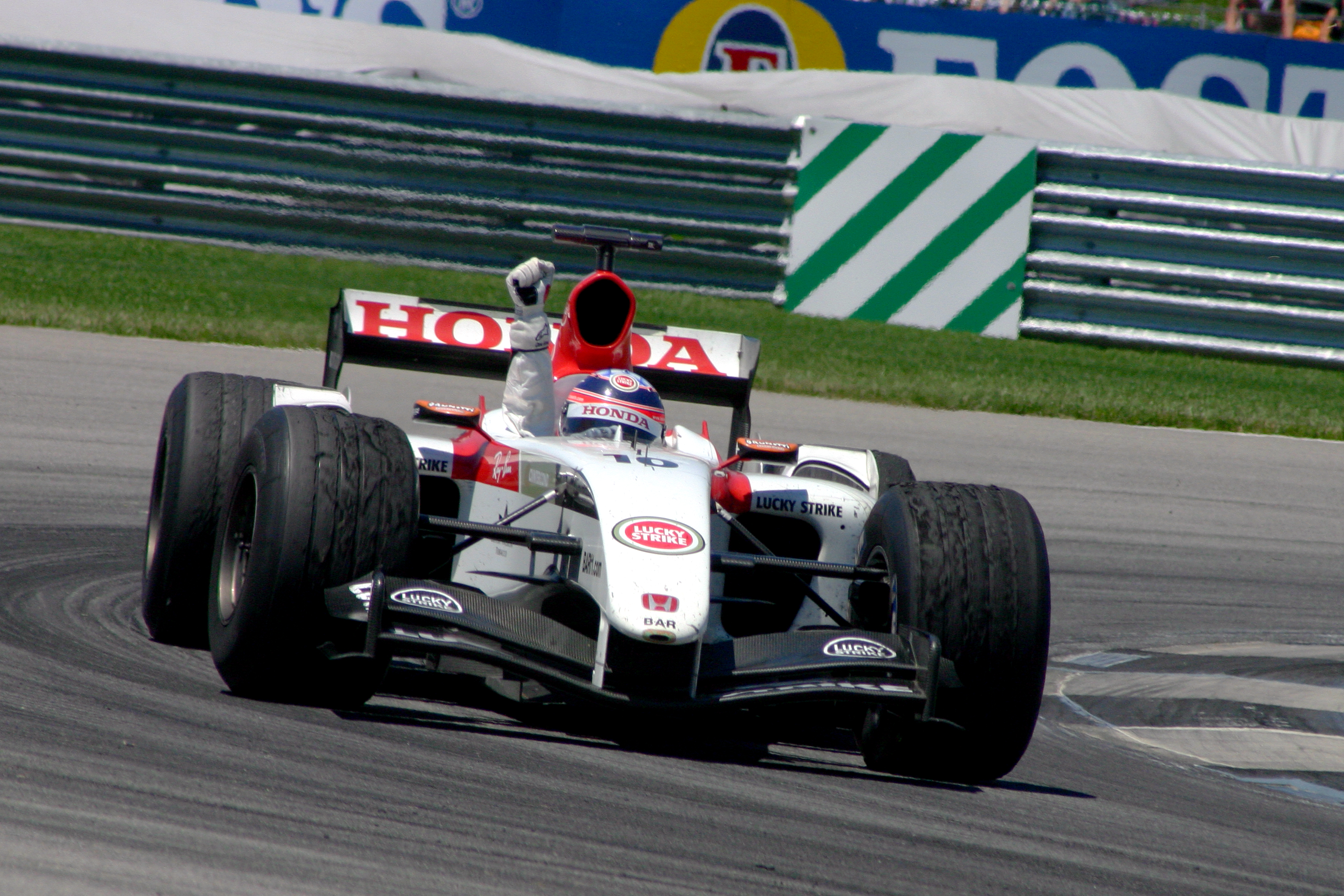
Takuma Sato comemorando seu primeiro pódio na Fórmula 1.

| Pos.   | Nº | Piloto               | Equipe           | Voltas | Tempo/Diferença | Grid | Pontos |
| ------ | -- | -------------------- | ---------------- | ------ | --------------- | ---- | ------ |
| 1      | 1  | Michael Schumacher   | Ferrari          | 73     | 1:40:29.914     | 2    | 10     |
| 2      | 2  | Rubens Barrichello   | Ferrari          | 73     | + 2.950         | 1    | 8      |
| 3      | 10 | Takuma Sato          | BAR-Honda        | 73     | + 22.036        | 3    | 6      |
| 4      | 7  | Jarno Trulli         | Renault          | 73     | + 34.544        | 20   | 5      |
| 5      | 17 | Olivier Panis        | Toyota           | 73     | + 37.534        | 8    | 4      |
| 6      | 6  | Kimi Räikkönen       | McLaren-Mercedes | 72     | + 1 volta       | 7    | 3      |
| 7      | 5  | David Coulthard      | McLaren-Mercedes | 72     | + 1 volta       | 12   | 2      |
| 8      | 21 | Zsolt Baumgartner    | Minardi-Cosworth | 70     | + 3 voltas      | 19   | 1      |
| 9      | 11 | Giancarlo Fisichella | Sauber-Petronas  | 65     | Pane hidráulica | 14   |        |
| 10     | 14 | Mark Webber          | Jaguar-Cosworth  | 60     | Motor           | 10   |        |
| DSQ    | 3  | Juan Pablo Montoya   | Williams-BMW     | 57     | Desclassificado | 5    |        |
| Ret    | 18 | Nick Heidfeld        | Jordan-Ford      | 40     | Motor           | 16   |        |
| Ret    | 9  | Jenson Button        | BAR-Honda        | 26     | Câmbio          | 4    |        |
| Ret    | 16 | Cristiano da Matta   | Toyota           | 17     | Câmbio          | 11   |        |
| Ret    | 4  | Ralf Schumacher      | Williams-BMW     | 9      | Acidente        | 6    |        |
| Ret    | 8  | Fernando Alonso      | Renault          | 8      | Acidente        | 9    |        |
| Ret    | 15 | Christian Klien      | Jaguar-Cosworth  | 0      | Batida          | 13   |        |
| Ret    | 12 | Felipe Massa         | Sauber-Petronas  | 0      | Batida          | 15   |        |
| Ret    | 19 | Giorgio Pantano      | Jordan-Ford      | 0      | Batida          | 17   |        |
| Ret    | 20 | Gianmaria Bruni      | Minardi-Cosworth | 0      | Batida          | 18   |        |
| Fonte: |    |                      |                  |        |                 |      |        |

## Tabela do campeonato após a corrida
| Pos.   | Piloto             | Pontos |
| ------ | ------------------ | ------ |
| 1      | Michael Schumacher | 80     |
| 2      | Rubens Barrichello | 62     |
| 3      | Jenson Button      | 44     |
| 4      | Jarno Trulli       | 41     |
| 5      | Fernando Alonso    | 25     |
| Fonte: |                    |        |

| Pos.   | Construtor       | Pontos |
| ------ | ---------------- | ------ |
| 1      | Ferrari          | 142    |
| 2      | Renault          | 66     |
| 3      | BAR-Honda        | 58     |
| 4      | Williams-BMW     | 36     |
| 5      | McLaren-Mercedes | 17     |
| Fonte: |                  |        |

- Nota: Somente as primeiras cinco posições estão listadas.